# Sunder Lal Hora
Sunder Lal Hora (* 22. Mai 1896 in Hafizabad, Westpunjab, Britisch-Indien; † 8. Dezember 1955 in Kalkutta) war ein indischer Zoologe. Sein überwiegendes Forschungsinteresse galt der Ichthyologie. Er widmete sich auch Amphibien und Reptilien.

## Leben
Hora besuchte die Sain Das-Anglo Sanskrit School in Jullunder, wo er ein frühes wissenschaftliches Interesse entwickelte. Anschließend absolvierte er ein Zoologie-Studium im Government College der University of the Punjab in Lahore, wo er 1917 den Master-Abschluss und 1919 den Bachelor-Abschluss erlangte. Im selben Jahr wurde er Mitarbeiter von Nelson Annandale, dem ersten Direktor des Zoological Survey of India in Kalkutta. Hora, Baini Prashad, C. R. Narayan Rao und andere wurden von Annandale ausgebildet, der die Richtlinie ausgab, dass jeder seiner Mitarbeiter mehrere Monate im Jahr im Feld arbeiten sollte. Hora nutzte die Vorteile dieser Richtlinie für seine Laborstudien und seine späteren Veröffentlichungen. 1920 reiste Hora in das Manipur-Tal im östlichen Himalaja, wo er zum ersten Mal die adaptiven Anpassungen von Fischen und Kaulquappen an die reißenden Gebirgsbäche bemerkte. 1921 wurde er Kurator für niedere Wirbeltiere (Fische, Reptilien, Amphibien) beim Zoological Survey of India. 1921 erhielt Hora einen Doktortitel an der University of the Punjab und 1928 einen weiteren an der Edinburgh University. Ab 1942 war er Fischereidirektor der Regierung von Bengalen, bevor er 1947 zum Survey zurückkehrte und dort bis zu seinem Tod Direktor war.
Horas Bibliographie umfasst 425 Titel, die sich hauptsächlich mit Taxonomie, Ökologie und Zoogeografie befassen. Er veröffentlichte umfangreiche wissenschaftliche Publikationsreihen über die Welsartigen von Indien, Burma und Ceylon und Schriften über die Sportfische von Indien. Er publizierte auch über die alten Hindus und ihr Wissen über Fische und die Fischerei basierend auf der Recherche der Sanskrit-Literatur und archäologischen Funden.
1937 stellte Hora die Satpura-Hypothese auf, in der er nahelegte, dass das zentralindische Satpuragebirge als Brücke fungierte, über die die Fauna der Malaiischen Halbinsel sich auf den Indischen Subkontinent und die Westghats ausbreitete. Als Beleg führte er Stromschnellen überwindende Fische an, die mit speziellen Saugorganen ausgestattet waren, um sich an Felsen festzuhalten. Spätere Forschungen wiesen jedoch darauf hin, dass seine Beispiele von nicht verwandten Arten stammten, die gemeinsame Merkmale aufwiesen, d. h. sie waren Beispiele für konvergente Evolution.
Hora wurde 1929 als Mitglied in die Royal Society of Edinburgh aufgenommen. Seine Antragsteller waren  James Hartley Ashworth, John Stephenson, Charles Henry O’Donoghue and James Ritchie. 1952–1955 war Hora Generalsekretär beim Indian Board for Wildlife (heute National Board for Wildlife), wo er an der Gründung verschiedener Naturreservate in Indien beteiligt war.
Von 1920 bis 1949 veröffentlichte Hora einige herpetologische Schriften, die sich mit der Kaulquappenmorphologie, aber auch mit der Verbreitung von Schlangen, Schildkröten, Krokodilen, Geckos, Agamen und Skinken befassten.

## Dedikationsnamen
Nach Hora sind die Arten Hara horai, Salmostoma hora, Devario horai, Gymnostomus horai, Olyra horae und Schistura horai sowie die Gattung Horadandia benannt.